# Gustafs landskommun
Gustafs landskommun var en kommun i Kopparbergs län.

## Administrativ historik
Kommunen inrättades i Gustafs socken i Dalarna när 1862 års kommunalförordningar trädde i kraft 1863. 
Vid kommunreformen 1952 inkorporerades Silvbergs landskommun.
Landskommunen uppgick 1971 i Säters kommun.
Kommunkoden 1952-1970 var 2013.

### Kyrklig tillhörighet
I kyrkligt hänseende tillhörde kommunen Gustafs församling. Den 1 januari 1952 tillkom Silvbergs församling.

## Kommunvapen
Blasonering: I rött fält tre pinglor av guld, ordnade två och en, och däröver en ginstam av guld belagd med en röd krona.
Vapnet antogs 1947.

## Geografi
Gustafs landskommun omfattade den 1 januari 1952 en areal av 281,20 km², varav 255,50 km² land.

### Tätorter i kommunen 1960
| Tätort   | Folkmängd |
| -------- | --------- |
| Moraby   | 434       |
| Solvarbo | 313       |
| Naglarby | 251       |
| Enbacka  | 223       |

Tätortsgraden i kommunen var den 1 november 1960 42,2 procent.

## Politik

### Mandatfördelning i valen 1938-1966
| 6 | 11 | 7 |  |

| 25 |

| 6 | 8 | 11 |

| 25 |

| 6 | 12 | 7 |

| 25 |

| 10 | 12 | 8 |

| 28 |

| 11 | 11 | 7 |  |

| 28 |

| 11 | 12 | 5 | 2 |

| 27 |

| 12 | 12 | 5 |  |

| 25 | 5 |

| 10 | 13 | 5 | 2 |

| 24 | 6 |